# Les Moutiers-en-Cinglais
Les Moutiers-en-Cinglais és un municipi francès situat al departament de Calvados i a la regió de Normandia. L'any 2007 tenia 419 habitants.

## Demografia

### Població
El 2007 la població de fet de Les Moutiers-en-Cinglais era de 419 persones. Hi havia 122 famílies de les quals 20 eren unipersonals (16 homes vivint sols i 4 dones vivint soles), 41 parelles sense fills, 57 parelles amb fills i 4 famílies monoparentals amb fills.
La població ha evolucionat segons el següent gràfic:
Habitants censats

### Habitatges
El 2007 hi havia 152 habitatges, 122 eren l'habitatge principal de la família, 24 eren segones residències i 6 estaven desocupats. 145 eren cases i 4 eren apartaments. Dels 122 habitatges principals, 106 estaven ocupats pels seus propietaris i 16 estaven llogats i ocupats pels llogaters; 4 tenien dues cambres, 12 en tenien tres, 31 en tenien quatre i 74 en tenien cinc o més. 104 habitatges disposaven pel capbaix d'una plaça de pàrquing. A 40 habitatges hi havia un automòbil i a 74 n'hi havia dos o més.

### Piràmide de població
La piràmide de població per edats i sexe el 2009 era:
| Homes | Edats   | Dones |
| ----- | ------- | ----- |
| 0     | 95 o +  | 4     |
| 0     | 90 a 94 | 4     |
| 0     | 85 a 89 | 8     |
| 0     | 80 a 84 | 0     |
| 4     | 75 a 79 | 0     |
| 16    | 70 a 74 | 12    |
| 12    | 65 a 69 | 12    |
| 12    | 60 a 64 | 0     |
| 8     | 55 a 59 | 8     |
| 0     | 50 a 54 | 4     |
| 28    | 45 a 49 | 12    |
| 16    | 40 a 44 | 8     |
| 12    | 35 a 39 | 16    |
| 20    | 30 a 34 | 8     |
| 0     | 25 a 29 | 12    |
| 8     | 20 a 24 | 0     |
| 4     | 15 a 19 | 8     |
| 12    | 10 a 14 | 24    |
| 0     | 5 a 9   | 0     |
| 20    | 0 a 4   | 12    |

## Economia
El 2007 la població en edat de treballar era de 293 persones, 194 eren actives i 99 eren inactives. De les 194 persones actives 172 estaven ocupades (97 homes i 75 dones) i 21 estaven aturades (10 homes i 11 dones). De les 99 persones inactives 19 estaven jubilades, 36 estaven estudiant i 44 estaven classificades com a «altres inactius».

### Ingressos
El 2009 a Les Moutiers-en-Cinglais hi havia 121 unitats fiscals que integraven 333 persones, la mediana anual d'ingressos fiscals per persona era de 19.547 €.

### Activitats econòmiques
Dels 14 establiments que hi havia el 2007, 2 eren d'empreses extractives, 3 d'empreses de fabricació d'altres productes industrials, 5 d'empreses de construcció, 1 d'una empresa de comerç i reparació d'automòbils, 1 d'una empresa d'hostatgeria i restauració, 1 d'una empresa de serveis i 1 d'una entitat de l'administració pública.
Dels 7 establiments de servei als particulars que hi havia el 2009, 1 era un taller de reparació d'automòbils i de material agrícola, 3 paletes, 2 lampisteries i 1 electricista.
L'any 2000 a Les Moutiers-en-Cinglais hi havia 8 explotacions agrícoles.

## Poblacions més properes
El següent diagrama mostra les poblacions més properes.